# Otto Warmbier
Otto Frederick Warmbier (ur. 12 grudnia 1994 w Cincinnati, zm. 19 czerwca 2017 tamże) – obywatel Stanów Zjednoczonych skazany w styczniu 2016 roku przez Sąd Najwyższy Koreańskiej Republiki Ludowo-Demokratycznej na 15 lat ciężkich robót za „przestępstwa przeciwko państwu” oraz „działalność wywrotową” w formie próby kradzieży plakatu propagandowego. Amerykanin, po spędzeniu na terenie Korei Północnej 17 miesięcy, został ostatecznie odesłany do USA w stanie śpiączki, gdzie kilka dni później zmarł.

## Edukacja
W 2013 roku ukończył Wyoming High School, następnie podjął naukę ekonomii na University of Virginia.

## Podróż do Korei Północnej
Otto Warmbier udał się do KRLD wraz z grupą studentów jako turysta. Jego podróż organizowana była przez biuro podróży Young Pioneer Tours. Przebywał w hotelu Yanggakdo International w Pjongjangu, gdzie miał dopuścić się przestępstwa w postaci kradzieży plakatu propagandowego wiszącego w miejscu przeznaczonym jedynie dla personelu. Opublikowane zostało nagranie z monitoringu przedstawiające niemożliwą do zidentyfikowania postać ściągającą baner ze ściany. Warmbier został aresztowany 2 stycznia 2016 na lotnisku w Pjongjangu w drodze powrotnej do Stanów Zjednoczonych. Jego czyn został określony przez władze KRLD jako „działanie przeciwko państwu” oraz „zorganizowana przez CIA akcja”. Pozostali uczestnicy wycieczki opuścili Koreę Północną bezproblemowo.

29 lutego 2016 Warmbier przyznał się do kradzieży. Jak powiedział, przywłaszczony plakat miał być „trofeum” z podróży do KRLD i zrobił to na zlecenie Kościoła metodystycznego, który zaoferował mu za to samochód za 10 tysięcy dolarów amerykańskich. Został za to skazany na 15 lat ciężkich prac. We fragmencie przemówienia podczas konferencji prasowej skazany oświadczył: 

Nigdy nie powinienem był dać się nakłonić administracji Stanów Zjednoczonych do popełnienia przestępstwa w tym kraju. Mam nadzieję, że administracja Stanów Zjednoczonych nigdy już nie będzie manipulować ludźmi, takimi jak ja, by popełniali przestępstwa w innych krajach. Błagam Was, obywatele i rządzie Koreańskiej Republiki Ludowo-Demokratycznej, o przebaczenie. Proszę! Popełniłem najgorszy błąd w swoim życiu!

 13 czerwca 2017 r. sekretarz stanu USA Rex Tillerson poinformował, że Korea Północna uwolniła Warmbiera. Jego rodzice przekazali do wiadomości publicznej informację, o której dowiedzieli się tydzień wcześniej, iż ich syn przebywa w śpiączce od marca 2016 r. Według północnokoreańskiego reżimu przyczyną śpiączki miał być botulizm oraz zażycie leku nasennego, aczkolwiek amerykańscy lekarze nie zdołali tego potwierdzić. Otto Warmbier zmarł 19 czerwca 2017. Jako bezpośrednią przyczynę śmierci ustalono niedotlenienie i niedokrwienie mózgu.

## Reakcje
W marcu 2016 roku, w okresie urzędowania Baracka Obamy, Biały Dom zwrócił się do rządu KRLD o ułaskawienie i deportowanie Amerykanina. Bill Richardson spotkał się w tej sprawie z dwoma północnokoreańskimi dyplomatami z biura ONZ. W czerwcu 2017 prezydent Donald Trump stwierdził, iż to, co spotkało Warmbiera jest „hańbiące”.
Rodzice Warmbiera twierdzą, że ich syn był poddawany „okrutnym torturom” w Korei Północnej. Tezę tę podzielił również Donald Trump, aczkolwiek nie udało się odnaleźć u zmarłego dowodów na jej potwierdzenie. Dostępne informacje sugerują jednak, że tortury więźniów w brutalnym reżimie Korei Północnej są częste, co pokazuje np. przypadek Roberta Parka.